# Su di noi/Lucia
Su di noi/Lucia è un singolo di Pupo, pubblicato nel 1980.

## Descrizione
Questo disco contiene due singoli che sono stati inseriti nell'album Più di prima, pubblicato nello stesso anno, insieme ad altri due grandi successi, Firenze Santa Maria Novella e Bravo.
Su di noi, uno dei brani più popolari di sempre del cantante toscano, scritto da Paolo Barabani, Donatella Milani e dallo stesso Pupo, è stato presentato al 30º Festival di Sanremo, giungendo al terzo posto in classifica.

## Tracce
1. Su di noi
2. Lucia

## Classifiche
| Classifica (1980) | Posizione |
| ----------------- | --------- |
| Germania          | 38        |
| Italia            | 4         |